# 香港警察向清真寺發射藍色水炮事件

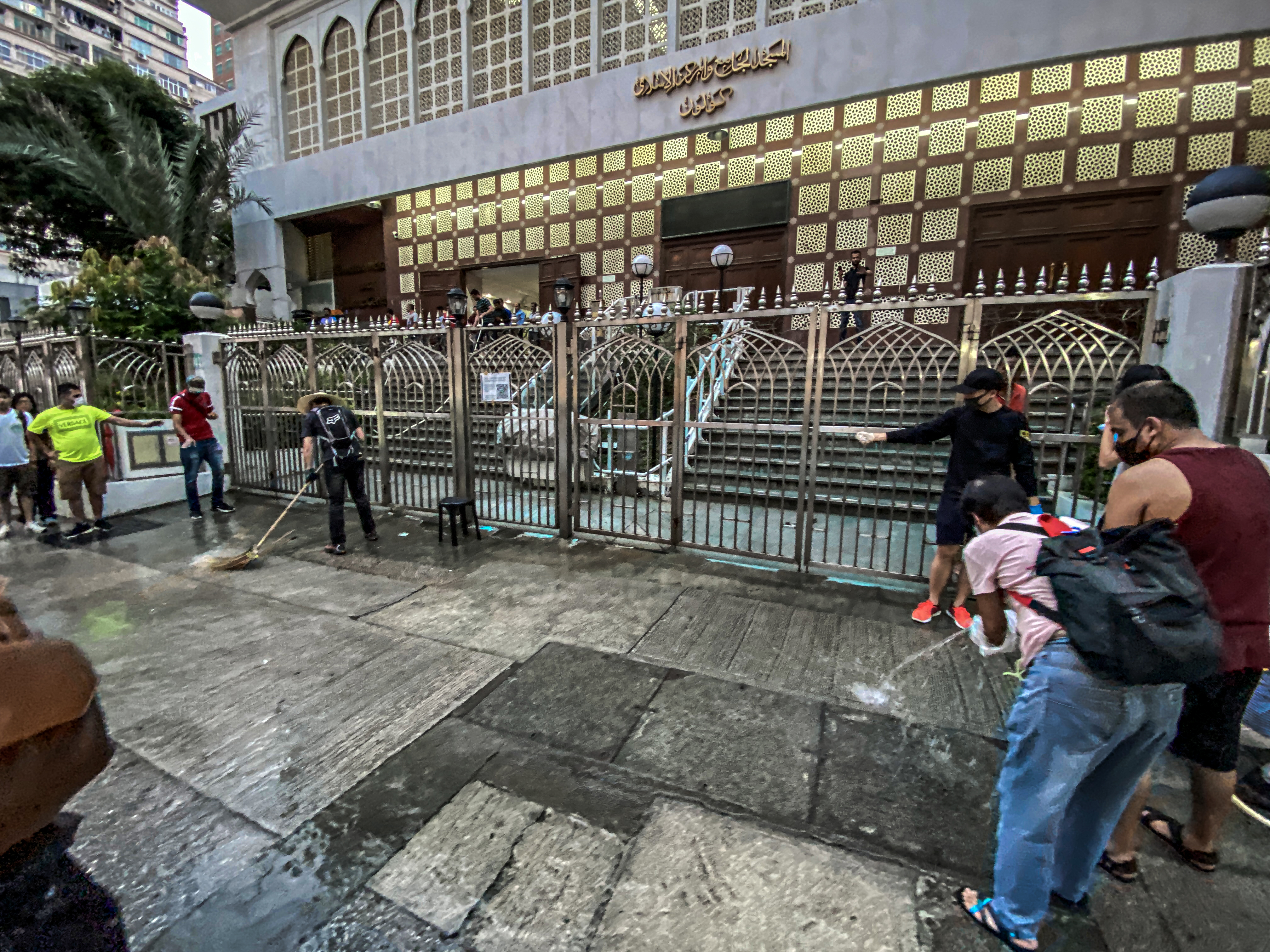
2019年10月20日九龍區反對逃犯條例修訂草案運動遊行，清真寺入口遭警方兩度噴射藍色催淚水劑後，有教徒和市民事後進行清潔

香港警察向清真寺發射藍色水炮事件，是指香港警察在2019年10月20日的反對逃犯條例修訂草案運動示威中使用人群管理特別用途車（水炮車）向沒有示威者的九龍清真寺兩度發射藍色催淚水劑的事件。事件中除了導致清真寺被「染藍」，在寺外的人包括印度協會前主席毛漢、香港融樂會成員、多名市民及香港立法會議員譚文豪等都被射中，其中部分被射中者前往醫院驗傷。事件引起多方對警方做法的批評。

## 事件經過
2019年10月20日，原由民間人權陣線發起的遊行最終未獲警方批出不反對通知書，但當天仍有大批示威者走上街頭。遊行結束後有大批示威者徘徊在尖沙咀一帶，並於尖沙咀警署外與警方發生衝突。
下午4時，有幾名少數族裔及數名華裔人士站在九龍清真寺外，以保護清真寺不受破壞，以及確保沒有人攻擊少數族裔人士（遊行發生前有消息指有人會針對南亞裔少數族裔），在場人士均無戴上示威者常用的口罩或其他裝備，亦不是示威者。香港警方派出隸屬警察機動部隊的人群管理特別用途車（俗稱水炮車）驅散涉嫌非法集結的人士，當水炮車於尖沙咀沿彌敦道推進時經過九龍清真寺外，水炮向著該清真寺發射藍色催淚水炮，水炮停止發射數秒後，水炮車上警員大聲高呼，隨即再發射第二次。期間擊中一直站在清真寺外保護該寺的一些人，包括一些香港少數族裔年長領袖如媒體人褚簡寧73歲的兄長、印度協會前主席毛漢、關注香港少數族裔利益的團體香港融樂會成員，以及多名市民和香港立法會議員譚文豪，有人被水炮射中後咳嗽和嘔吐，亦有人受傷被送往醫院，清真寺亦被「染藍」。事發後有市民自發到清真寺協助清洗藍色顏料，及至晚上8時多基本上清理完畢。
除清真寺外，在旁的九龍區歷史最悠久基督教教堂聖安德烈堂亦遭染藍，教堂外牆和行人路有藍色水劑殘留。

## 後續

### 警方當天回應
事發晚上，警方在Facebook專頁回應表示：「顏色水誤中九龍清真寺的正門及大閘。警方在事件發生後立即聯絡清真寺首席教長及穆斯林社區領袖，解釋事件及表達關注。」 並附上英文版帖文中沒有道歉。晚上9時許，油尖警區指揮官何潤勝、警察公共關係科高級警司余鎧均帶同十多名身穿便衣、手持毛巾及水桶的便衣警員抵達清真寺，他們進入寺內十數分鐘。其後，數名警員以毛巾清潔樓梯扶手約五分鐘。警方在晚上10時17分離開，全程沒有回答記者提問。事後，清真寺職員表示警方在寺內有道歉。在場亦有圍觀市民批評警方「扮嘢」（演戲），因為市民已於下午自發清潔了清真寺的藍色水漬。

### 官員親自道歉

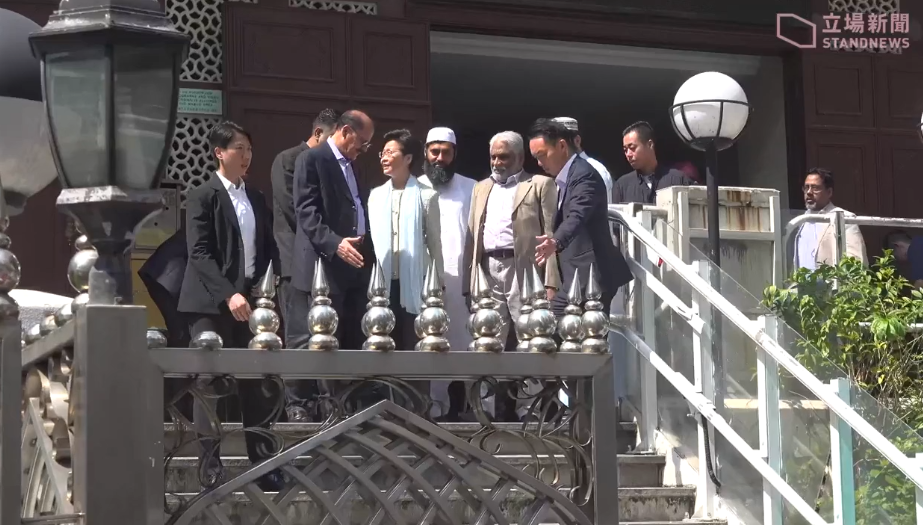
特首林鄭月娥離開九龍清真寺

10月21日，行政長官林鄭月娥及警務處處長盧偉聰等人於早上約11時到達九龍清真寺，全程逗留約25分鐘。其後清真寺首席教長穆罕默德·阿沙德（Muhammad Arshad）等人向傳媒表示行政長官林鄭月娥及警察方面已就事件作出真誠道歉，解釋是水炮車「誤中」清真寺。清真寺接受道歉，穆斯林代表亦再次感謝香港市民幫忙清潔清真寺。然而，被水炮車射中的毛漢則表示不會接受香港警察解釋，並表示水炮車有意停下來射向清真寺正門，又指不再信任香港警察。他亦指林鄭月娥曾致電給他道歉，但自己不會接受。
至於聖安德烈堂一事，香港聖公會表示事發後翌日早上有警員來電，就警方水炮車昨日射出的藍色水柱弄污了教堂外圍致歉，並強調該警員並非故意弄污教堂。發言人指已接受警方的解釋和道歉，原諒有關行為，並強調教堂只是部份外牆及欄閘被染藍，但其後已清洗好。其後警方當日下午改稱使用水炮是因為有「暴徒」在該處違法及使用暴力，所以警方要執法，使用武力驅散。被水炮車攻擊並受傷就醫的毛漢反駁相關說法，他表示當時清真寺附近沒有示威者，他也沒有穿黑衣、沒有戴口罩，不明白為何警方如此對待一個73歲的老人。
警方表示沒有做錯，稱當時仍有人在街上逗留，故開水炮的決定是「無可選擇」。行動部高級警司汪威遜認為不應將所有責任放在警員身上。網絡安全及科技罪案調查科非華裔警司莫俊傑稱射水是為「保護清真寺」，譚文豪批評警方說法「荒謬」，指當時沒有示威者，是警方無理攻擊在場市民。

### 受害者向警方投訴
10月22日，被水炮車的藍色催淚水劑噴中的印度協會前主席毛漢、香港立法會議員譚文豪和香港融樂會總幹事到投訴警察課正式向警察投訴在10月20日警方無合理原因下使用水炮車致傷及無辜市民。毛漢指被噴中後身體不適，感覺像「被火燒」，當時清真寺外並沒有任何示威者聚集，不同意警方指有「暴徒」在場的說法，指該說法完全失實，認為水炮車向清真寺發射水炮並不正確，亦質疑當天操作水炮車的警員不專業。譚文豪指市民只是站在行人道上聊天，沒有衝擊或違法行為，認為警方違反使用水炮車的指引。

### 鄭泳舜被指恐嚇印度協會前主席毛漢
被射中的印度協會前主席毛漢·褚簡寧（Mohan Chugani）其後向傳媒透露，民建聯立法會議員鄭泳舜昨晚曾到他家探望，警告他要小心說話，毛漢直指這是『風涼說話』。其後鄭泳舜指自己只是善意提醒，希望他的言論不會令香港社會進一步分化。

### 華盛頓郵報跟進
《華盛頓郵報》於2019年12月25日發表詳盡報道，稱取得過百頁警方武力指引等文件，並邀請9名國際專家審視65宗警察使用武力事件，指只有8%事件中警方武力合符指引。其中有關專家批評，警方使用水炮車的做法，違反警方所說的原則，指當時站在行人路上的人沒有構成任何威脅，水炮車是違反了必要性和相稱性原則。

## 各方反應

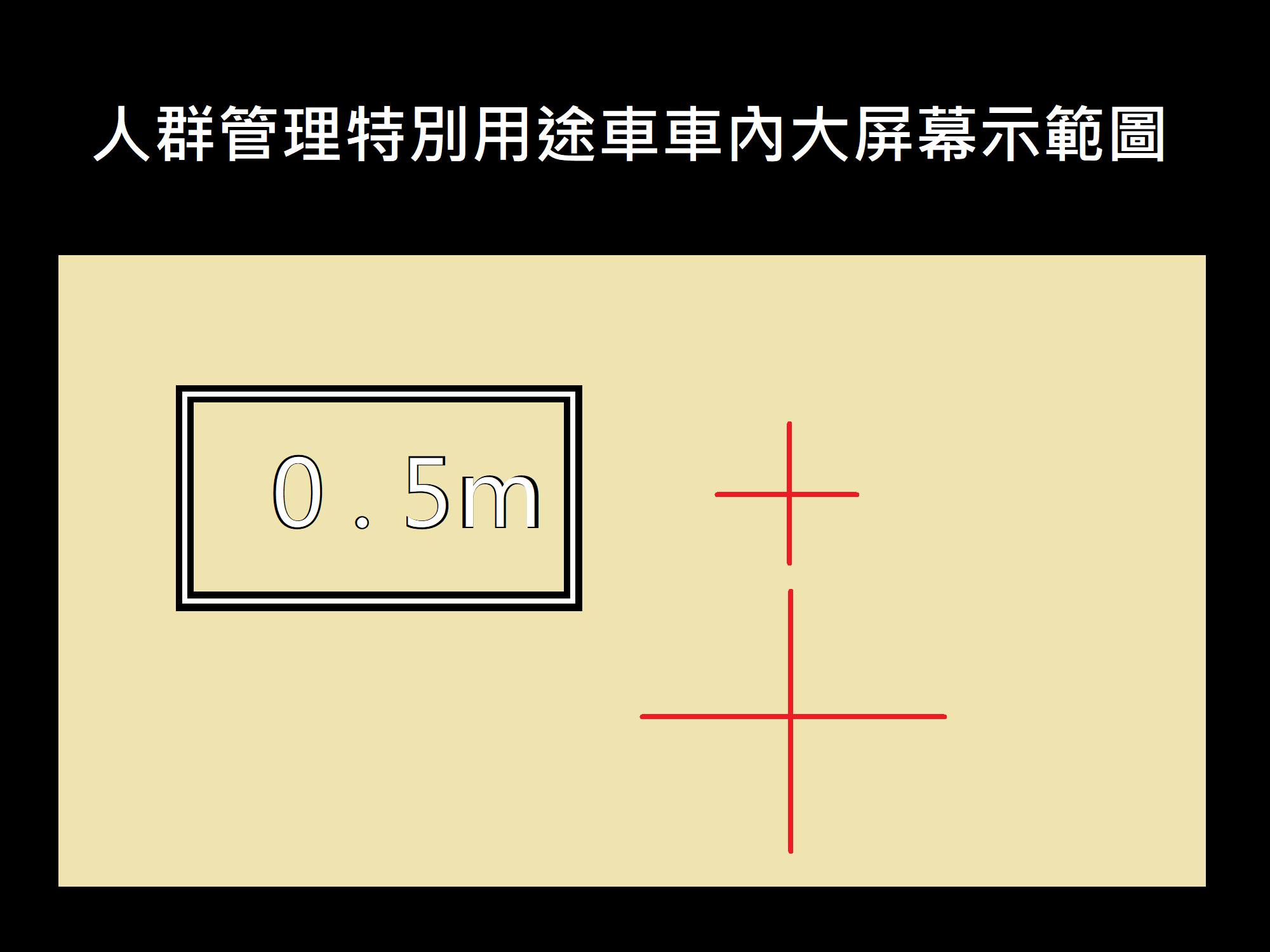
水炮車車內大屏幕示範圖，根據《香港經濟日報》報導的配圖而製作

香港融樂會發稿譴責警察的行為。該會認為警方在沒有合理情況下以藍色水劑染污清真寺設施，其舉動是侮辱宗教場所及漠視宗教自由，故強烈譴責警方並要求警方立即向受害者及寺方道歉，以及就其舉動作出清晰交代。融樂會總幹事張鳳美認為，警方事隔多個小時後才抵達清真寺，短時間清潔後即離開，做法沒有誠意，因為市民亦早已自發清理完畢。她同時強調不希望事件升級至宗教衝突，只希望警方能夠清楚地解釋事故原因。
香港行政會議成員葉劉淑儀認為警方應該要道歉。
香港伊斯蘭青年協會在臉書發佈帖文表示：帖文繼而轉為中文：「感謝每一位曾幫忙清潔清真寺的香港市民。清真寺是屬於每一位穆斯林，是我們敬拜真主神聖之地。我們對於清真寺受到『染藍』感到十分難過， 至於導致今次事件發生的真正原因，只有真主才知道真相。」帖文亦附上水炮車的藍色水射中清真寺，以及市民自發協助清洗清真寺的照片，後來再引用《古蘭經》回應事件：
|            | 我確已考驗在他們之前的人。真主必定要知道説實話者，必定要知道説謊者。難道作惡的人以為他們能逃出我的法網嗎？他們的判定真惡劣！ |
| ——〈蜘蛛〉 | |

|            | وَلَقَدْ فَتَنَّا الَّذِينَ مِن قَبْلِهِمْ ۖ فَلَيَعْلَمَنَّ اللَّهُ الَّذِينَ صَدَقُوا وَلَيَعْلَمَنَّ الْكَاذِبِينَ أَمْ حَسِبَ الَّذِينَ يَعْمَلُونَ السَّيِّئَاتِ أَن يَسْبِقُونَا ۚ سَاءَ مَا يَحْكُمُونَ |
| ——العنكبوت | |

香港巴基斯坦裔商人簡浩名批評清真寺遭攻擊一事，是香港警方在挑戰和侮辱伊斯蘭教，他表示警察才是搞事份子，而不是其他人，又斥責警方不懂得尊重他人的宗教，雖然《香港特別行政區基本法》列明有保障人們的宗教自由，然而香港警方一點尊重都沒有。

## 女性進入清真寺服飾爭議
警察公共關係科高級警司余鎧均身為女性，在10月20日晚上並沒有戴上頭巾以及穿短袖衫便進入清真寺。21日早上行政長官林鄭月娥與余鎧均等警方高層再到清真寺時就在頸上披上絲巾及穿白色長袖衫，進入寺時林鄭月娥有脫鞋但未包頭巾。網民批評兩位女性沒有包上頭巾入寺，不尊重穆斯林，表示即使英女王伊丽莎白二世及凱特王妃進入清真寺亦會戴上頭巾以示對穆斯林的尊重。
本身是穆斯林的警方網絡安全及科技罪案調查科警司莫俊傑則回應指到場女警不是穆斯林，而所有警員和官員並非進入祈禱地方，只是進入辦公地方，故不存在不尊重的情況。而根據伊斯蘭之光，「非穆斯林進入清真寺不用戴頭巾，也不用進行淨禮，…不過訪客終不可太坦胸露臂」。

## 圖片

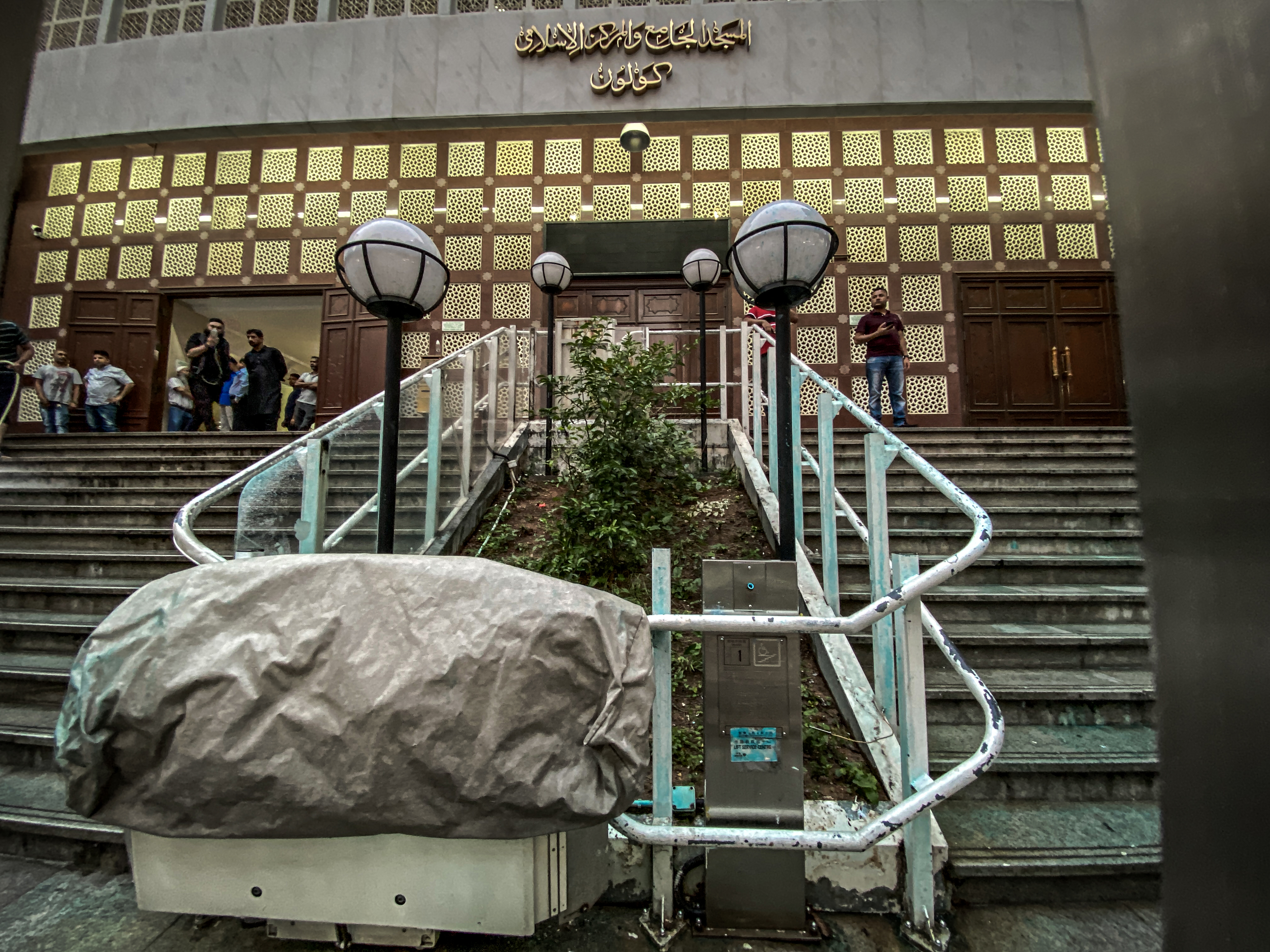
正門的樓梯佈滿藍色水跡
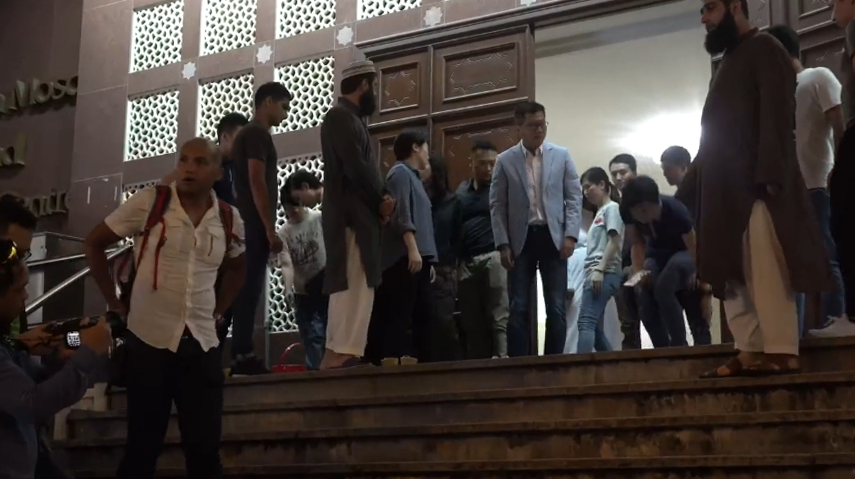
晚上，油尖警區指揮官何潤勝、警察公共關係科高級警司余鎧均及多名便衣警員到清真寺
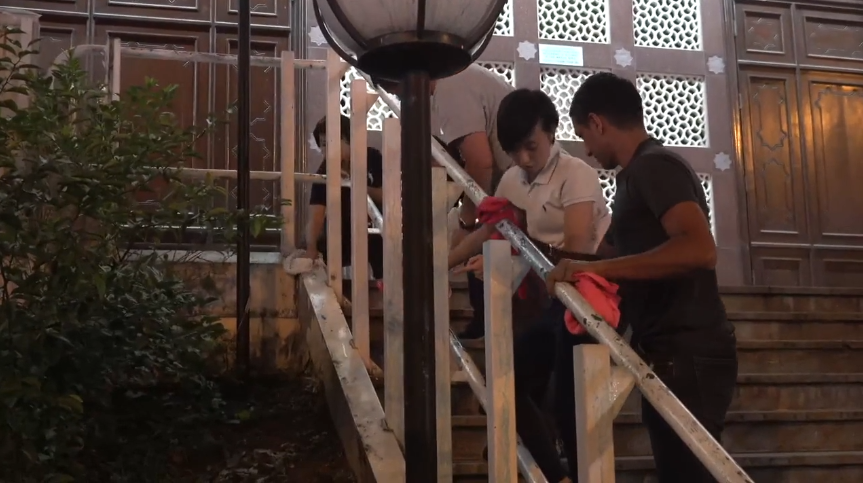
警員用毛巾抹正門的樓梯5分鐘後離開

## 外部連結
- 水炮射向清真寺的影片（页面存档备份，存于）
- 市民自發協助清洗清真寺的藍色顏料